# Artavasdes I av Armenien
Artavasdes I av Armenien, död 115 f.Kr., var regerande kung av Armenien mellan 160 och 115 f.Kr. 